# William Whitehead

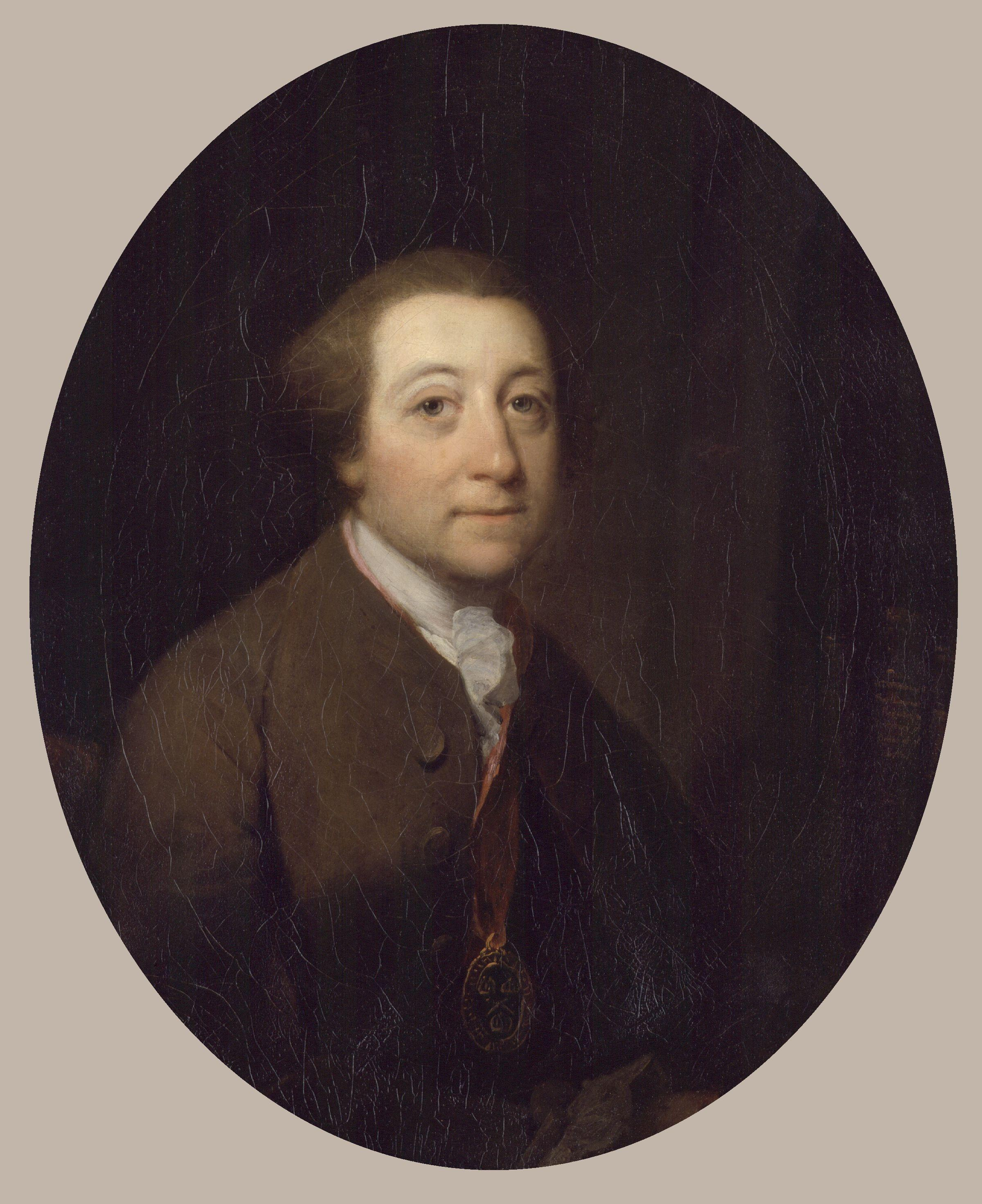
William Whitehead op een schilderij van Benjamin Wilson, National Portrait Gallery, Londen

William Whitehead (Cambridge, gedoopt 12 februari 1715 – Londen, 14 april 1785) was een Engels dichter en toneelschrijver. Hij werd in 1757 benoemd tot Poet Laureate, overigens na een weigering van Thomas Gray. 
Whitehead was de tweede zoon van een bakker in Cambridge. Hij werd opgeleid aan Winchester College en de Universiteit van Cambridge, waar hij in 1742 een 'fellowship' verwierf. 
Daar publiceerde hij een aantal gedichten, waaronder On the Danger of writing Verse, Ann Boleyn to Henry the Eighth  en Essay on Ridicule (1743). 
In 1745 werd hij tutor van burggraaf Villiers, de zoon van de graaf van Jersey. In 1757 trok hij naar Londen. Na de dood van Colley Cibber werd hij benoemd tot hofdichter, in welke functie hij jaarlijks ter ere van het koninklijk huis een of meer werken schreef. Hij voelde zich in zijn functie niet altijd op zijn gemak, getuige zijn komische geschrift  A Pathetic Apology for All Laureates, Past, Present and to Come, dat onder zijn vrienden de ronde deed. In Londen produceerde hij twee tragedies: The Roman Father, in 1750 met succes geproduceerd door David Garrick en Creusa, Queen of Athens (1754). Zijn komedies The School for Lovers (1762) en The Trip to Scotland (1770) hadden eveneens succes.
In 1774 verscheen zijn verzameld werk in Plays and Poems. 
Whitehead werd als hofdichter opgevolgd door Thomas Warton.

Gulielmus Peregrinus · Geoffrey Chaucer · John Kay · Bernard André van Toulouse · John Skelton · Edmund Spenser · Samuel Daniel · Ben Jonson · William Davenant · John Dryden · Thomas Shadwell · Nahum Tate · Nicholas Rowe · Laurence Eusden · Colley Cibber · William Whitehead · Thomas Warton · Henry James Pye · Robert Southey · William Wordsworth · Alfred Tennyson · Alfred Austin · Robert Bridges · John Masefield · Cecil Day-Lewis · John Betjeman · Ted Hughes · Andrew Motion · Carol Ann Duffy
- Bibliothèque nationale de France: cb122739322 (data)
- Gemeinsame Normdatei: 121700879
- International Standard Name Identifier: 0000 0000 6300 2856
- Library of Congress Control Number: n82054711
- Nationale Bibliotheek van Israël: 987007276622305171
- Nederlandse Thesaurus van Auteursnamen: 269519114
- Istituto Centrale per il Catalogo Unico: BCTV001213
- SNAC: w62b9hxm
- Système universitaire de documentation: 031544525
- Trove: 1089713
- Virtual International Authority File: 39437154
- WorldCat: E39PBJcWpXdYRhJqx6WyJdFkDq